# Maciej Jędrusik
Maciej Henryk Jędrusik (ur. 19 marca 1958 w Warszawie) – polski geograf, specjalista w zakresie geografii regionalnej i geografii turyzmu, profesor nauk o Ziemi, profesor zwyczajny Uniwersytetu Warszawskiego, dziekan Wydziału Geografii i Studiów Regionalnych tej uczelni (2016–2028).

## Życiorys
W 1980 ukończył studia na Uniwersytecie Warszawskim. Doktoryzował się w 1989 na uczelni macierzystej na podstawie napisanej pod kierunkiem Andrzeja Dembicza rozprawy zatytułowanej Rolnictwo małych wysp tropikalnych. Zróżnicowanie i jego uwarunkowania. Stopień naukowy doktora habilitowanego uzyskał w 2001 na UW w oparciu o pracę pt. Izolacja jako zjawisko geograficzne. Tytuł naukowy profesora nauk o Ziemi otrzymał 7 października 2010.
Zawodowo związany z Uniwersytetem Warszawskim, na którym doszedł do stanowiska profesora zwyczajnego. Na uczelni tej kierował Zakładem Geografii Afryki, Azji i Oceanii; w 2013 został kierownikiem Zakładu Geografii Regionalnej Świata. W latach 2002–2008 był prodziekanem Wydziału Geografii i Studiów Regionalnych. W kadencjach 2016–2020, 2020–2024 oraz 2024–2028 został wybrany na dziekana tego wydziału. Pracował też w Państwowej Szkole Wyższej im. Papieża Jana Pawła II w Białej Podlaskiej.
Specjalizuje się w geografii regionalnej, geografii turystycznej, geografii rolnictwa i dydaktyce geografii. Opublikował ponad 150 prac, był promotorem w pięciu przewodach doktorskich. Został redaktorem naczelnym czasopisma naukowego „Miscellanea Geographica – Regional Studies on Development”.
Odznaczony Medalem Komisji Edukacji Narodowej (2008) i Złotym Medalem za Długoletnią Służbę (2014).
Przyrodni brat Kaliny Jędrusik.